# RideLondon Classic 2018
De zevende editie van de wielerwedstrijd RideLondon Classic, met start en finish in Londen, werd gehouden op 28 en 29 juli 2018. De wedstrijd maakt deel uit van de UCI World Tour 2018. In 2017 won de Noor Alexander Kristoff. Deze editie werd gewonnen door de Duitser Pascal Ackermann.

## Uitslag
Uitslag
| Plaats  | Naam                | Ploeg                       | Tijd     |
| ------- | ------------------- | --------------------------- | -------- |
| Winnaar | Pascal Ackermann    | BORA-hansgrohe              | 4u20'10" |
| 2       | Elia Viviani        | Quick-Step Floors           | z.t.     |
| 3       | Giacomo Nizzolo     | Trek-Segafredo              | z.t.     |
| 4       | Iván García Cortina | Bahrain-Merida              | z.t.     |
| 5       | Simone Consonni     | UAE Team Emirates           | z.t.     |
| 6       | Phil Bauhaus        | Team Sunweb                 | z.t.     |
| 7       | Jempy Drucker       | BMC Racing Team             | z.t.     |
| 8       | André Greipel       | Lotto Soudal                | z.t.     |
| 9       | Jonas Koch          | CCC Sprandi Polkowice       | z.t.     |
| 10      | Rudy Barbier        | AG2R La Mondiale            | z.t.     |
|         |                     |                             |          |
| 15      | Jonas Rickaert      | Topsport Vlaanderen-Baloise | z.t.     |
| 17      | Maurits Lammertink  | Team Katjoesja Alpecin      | z.t.     |

## Vrouwen
Op 28 juli werd de zesde editie van de vrouwenwedstrijd verreden. Titelverdedigster was de Amerikaanse Coryn Rivera. Deze editie werd gewonnen door Kirsten Wild; zij won ook al in 2016.
Uitslag
| Plaats  | Naam              | Ploeg            | Tijd     |
| ------- | ----------------- | ---------------- | -------- |
| Winnaar | Kirsten Wild      | Wiggle High5     | 1u29'51" |
| 2       | Marianne Vos      | Waowdeals        | z.t.     |
| 3       | Elisa Balsamo     | Valcar PBM       | z.t.     |
| 4       | Chloe Hosking     | Alé Cipollini    | z.t.     |
| 5       | Lotta Lepistö     | Cervélo-Bigla    | z.t.     |
| 6       | Coryn Rivera      | Team Sunweb      | z.t.     |
| 7       | Jolien D'Hoore    | Mitchelton-Scott | z.t.     |
| 8       | Giorgia Bronzini  | Cylance          | z.t.     |
| 9       | Alice Barnes      | Canyon-SRAM      | z.t.     |
| 10      | Amalie Dideriksen | Boels Dolmans    | z.t.     |

2011 · 
2012 (Olympische wegrit mannen / vrouwen) · 
2013 · 
2014 · 
2015 · 
2016 · 
2017 · 
2018 · 
2019 · 
2020 · 
2021 · 
2022 · 2023 · 2024
 Tour Down Under ·
 Great Ocean Road Race ·
 Ronde van Abu Dhabi ·
 Omloop Het Nieuwsblad ·
 Strade Bianche ·
 Parijs-Nice · 
 Tirreno-Adriatico · 
 Milaan-San Remo ·
 Ronde van Catalonië ·
 Gent-Wevelgem ·
 Dwars door Vlaanderen ·
 E3 Harelbeke ·
 Ronde van Vlaanderen ·
 Ronde van het Baskenland ·
 Parijs-Roubaix ·
 Amstel Gold Race ·
 Waalse Pijl ·
 Luik-Bastenaken-Luik ·
 Ronde van Romandië ·
 Eschborn-Frankfurt ·
 Ronde van Italië ·
 Ronde van Californië ·
 Critérium du Dauphiné ·
 Ronde van Zwitserland ·
 Ronde van Frankrijk ·
 RideLondon Classic ·
 Clásica San Sebastián ·
 Ronde van Polen ·
  BinckBank Tour ·
 Ronde van Spanje ·
 EuroEyes Cyclassics ·
 Bretagne Classic ·
 GP van Quebec ·
 GP van Montreal ·
 Ronde van Lombardije ·
 Ronde van Turkije ·
 Ronde van Guangxi
 Strade Bianche ·
 Ronde van Drenthe ·
 Trofeo Alfredo Binda-Comune di Cittiglio ·
 Driedaagse van De Panne-Koksijde ·
 Gent-Wevelgem ·
 Ronde van Vlaanderen ·
 Amstel Gold Race ·
 Waalse Pijl ·
 Luik-Bastenaken-Luik ·
 Ronde van Chongming ·
 Ronde van Californië ·
 Emakumeen Bira ·
 The Women's Tour ·
 Ronde van Italië voor vrouwen ·
 La Course by Le Tour de France ·
 RideLondon Classic ·
 Open de Suède Vårgårda ·
 Ronde van Noorwegen ·
 Bretagne Classic ·
 Boels Rental Ladies Tour ·
 La Madrid Challenge by La Vuelta ·
 Ronde van Guangxi